# Reunió Democràtica i Popular
La Reunió Democràtica i Popular (en francès: Rassemblement Démocratique et Populaire, RDP) fou un partit polític sankarista de Burkina Faso fundat en 1987 després del cop d'estat de Blaise Compaoré que va acabar amb el govern i la vida de Thomas Sankara. Liderat per Nana Thibaut, es va fusionar amb el Congrés per la Democràcia i el Progrés en 1996.